# Intention to treat
In epidemiologia, l'analisi intention to treat (ITT) è un'analisi statistica che, nella valutazione di un esperimento, si basa sugli intenti iniziali di trattamento e non sui trattamenti effettivamente somministrati.
In questo modo vengono considerati tutti i pazienti trattati, compresi anche quelli che hanno abbandonato l'esperimento e non solo quelli che hanno concluso lo studio. Per esempio se delle persone con delle specifiche caratteristiche sistematiche abbandonano l'esperimento con una probabilità più alta, anche un trattamento totalmente inefficiente all'apparenza potrebbe risultare efficace se uno comparasse solo le condizioni pre e post trattamento delle sole persone che hanno concluso l'esperimento (ignorando quei partecipanti che hanno abbandonato lo studio).
Per l'analisi ITT tutti coloro che hanno cominciato il trattamento sono considerati facenti parte dell'esperimento, a prescindere dal fatto che l'abbia portato a compimento, Questo è diverso dall'analisi per-protocol.